# Thập niên 980
Thập niên 980 hay thập kỷ 980 chỉ đến những năm từ 980 đến 989.